# How the Mighty Fall
Albums de Mark Owen
In Your Own Time
(2003)
How The Mighty Fall est le titre du troisième album du chanteur britannique Mark Owen, sorti le 18 avril 2005 au Royaume-Uni.
Les singles tirés de l'album sont Makin' Out, Believe In The Boogie, et Hail Mary.
Il s'agit d'un album conceptuel qui contient dix sujets qui, pris dans l'ensemble, entraînent l'auditeur dans un voyage à travers l'amour, la perte, la solitude, la recherche spirituelle, la réflexion et l'optimisme. À cette occasion, Mark a incorporé des influences musicales allant de Rufus Wainwright à Damian Bouclez, R.E.M., Radiohead et David Bowie.

## Liste des chansons

### Version britannique
1. They Do
2. Sorry Lately
3. Makin’ Out
4. Waiting For The Girl
5. Believe In The Boogie
6. 3:15
7. Hail Mary
8. Wasting Away
9. Stand
10. Come On

### Version européenne
1. They Do
2. Sorry Lately
3. Makin’ Out
4. Waiting For The Girl
5. Believe In The Boogie
6. 3:15
7. Hail Mary
8. Wasting Away
9. Stand
10. Come On

Versions acoustiques bonus :
1. Makin’ Out
2. Believe In The Boogie
3. Hail Mary
4. Wasting Away